# ADOX
ADOX o ADOX Fotowerke, es una marca alemana especializada en la fotoquímica. La marca ADOX con fines fotográficos ha sido utilizada por tres empresas diferentes desde su concepción original hace más de ciento cincuenta años.

## Historia

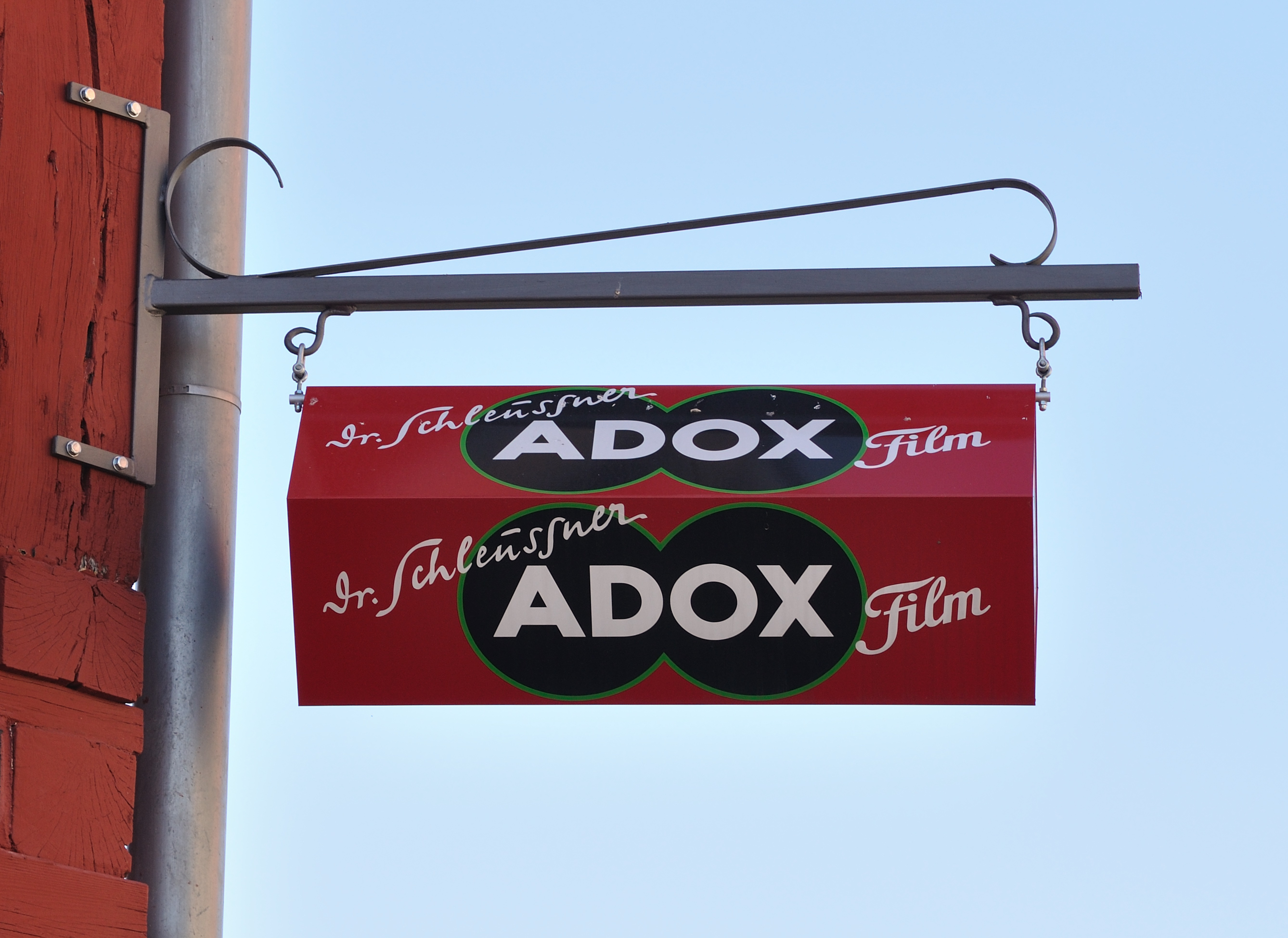
Letrero de venta de rollos fotográficos ADOX.

### Fotowerke Dr. C. Schleussner GmbH (1860 - 1962)
ADOX fue originalmente una marca utilizada por la empresa alemana Fotowerke Dr. C. Schleussner GmbH de Frankfurt am Main, el primer fabricante de materiales fotográficos del mundo. El fundador de la compañía, el Dr. Carl Schleussner, realizó un trabajo pionero en el proceso de colodión húmedo durante los primeros años de la fotografía y formó su compañía de fabricación en 1860. Trabajando con el físico Wilhelm Röntgen, descubridor de los rayos X, el Dr. Schleussner inventó la primera placa de rayos X.

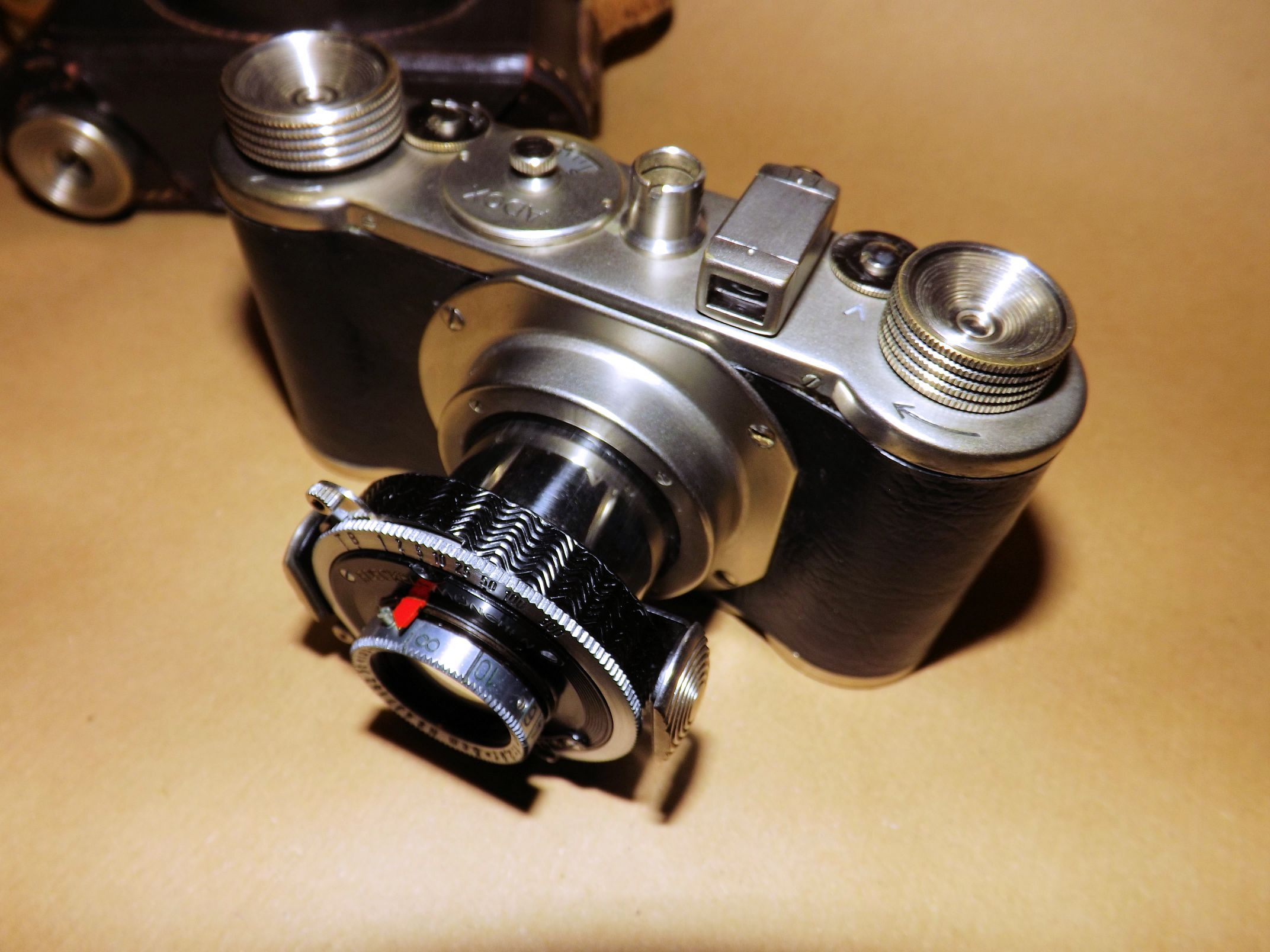
ADOX Adrette.

La firma Schleussner comenzó a comercializar cámaras con la marca ADOX en el primer tercio del siglo XX y, reconociendo la creciente importancia de la marca, se rebautizó como "Adox Fotowerke Dr. C. Schleussner GmbH". En 1952 introdujeron una línea de películas de 35 mm en blanco y negro muy nítidas bajo la marca ADOX.

### DuPont y Agfa (1962 - 2003)
En 1962, la familia Schleussner vendió sus posesiones fotográficas a DuPont, una empresa estadounidense. DuPont se convirtió en propietario de la marca y la registró en los Estados Unidos. En la década de 1970, Dupont obtuvo la licencia de la tecnología de película Adox, pero no la marca registrada, y vendió la planta de recubrimiento con maquinaria de 'inmersión y inmersión' de su película a Fotokemika, Samobor, Croacia (entonces Yugoslavia) en 1972, quien continuó produciendo la películas tradicionales en blanco y negro según las fórmulas ADOX de los años 50 bajo la marca Efke. Las películas en blanco y negro KB (135) y R (120) de Efke en 3 velocidades (ISO 25, 50 y 100) se destacaron por su amplia latitud, grano suave, gran tonalidad, increíble nitidez y capacidad para obtener resultados de alto contraste. En particular, la película de menor velocidad KB 25 se colocó como una emulsión de una sola capa.
Las películas eran de bajo costo, pero debido a su suave emulsión, eran propensas a rayarse durante el procesamiento, así como a problemas de calidad. DuPont mantuvo la marca comercial Adox y la transfirió a una subsidiaria, Sterling Diagnostic Imaging, para sus películas de rayos X de la marca Adox. DuPont todavía lo aplica a un químico industrial, clorito de sodio.En 1999, Sterling fue comprada por la empresa alemana Agfa y absorbida por la unidad de Ciencias de la Salud de Agfa. De esta manera indirecta, la marca fotográfica Adox volvió a convertirse brevemente en alemana. Agfa no usó la marca comercial Adox, y la marca se eliminó del registro de marcas comerciales de la Oficina de Patentes de Alemania en marzo de 2003. Fue revivida casi de inmediato por empresas en Canadá, Estados Unidos y Fotoimpex en Alemania.

### ADOX Fotowerke GmbH (2003 - Actualidad)
Los derechos actuales del nombre ADOX fueron obtenidos en 2003 por Fotoimpex de Berlín, Alemania, una empresa fundada en 1992 para importar películas y papeles fotográficos de la antigua Europa del Este. En particular, importaron las películas Efke KB y las vendieron con la marca 'ADOX CHS Art', reuniendo así finalmente el nombre ADOX con la fórmula original de la película Schleussner. Fotoimpex estableció la fábrica de películas ADOX Fotowerke GmbH en Bad Saarow, en las afueras de Berlín, para convertir y empaquetar sus películas, papeles y productos químicos utilizando maquinaria adquirida de las plantas fotográficas cerradas AGFA (Leverkusen, Alemania) y Forte Photochemical Industry (Hungría). ADOX produjo una versión de prueba ligeramente mejorada del AGFA APX 400 original como ADOX Pan 400 durante 2010.
Después del cierre de Fotokemika en 2012 debido a una falla en la maquinaria de producción de película original que resultó demasiado costosa para reparar, Fotoimpex hizo que ADOX CHS II (100 ISO, equivalente a Efke KB 100) película en blanco y negro se produjera utilizando un moderno recubrimiento en cascada. Esto tuvo prioridad sobre las propuestas para reintroducir Agfa APX 400.
En febrero de 2015, compraron u obtuvieron un contrato de arrendamiento a largo plazo de la antigua máquina E de Ilford Imaging, Suiza (Ciba Geigy), línea de recubrimiento de escala media en Marly, Suiza, para recubrir películas y papel fotográficos. El revestimiento de prueba para ADOX CHS (II) se llevó a cabo en Marly antes de su reintroducción en 2018. La planta también se ha utilizado para probar la reactivación propuesta del papel Polywarmtone producido por última vez por Forte en Hungría.
ADOX también (2017-19) está duplicando el tamaño de la fábrica de películas en Bad Saarow, Alemania, para agregar una pequeña línea de recubrimiento utilizando una antigua máquina AGFA, así como espacio para la producción química a pequeña escala y el almacenamiento de materiales de películas Calgary, Alberta, también registró el nombre ADOX para su compañía cinematográfica en Canadá, pero utiliza la marca Bluefire para sus productos. Han 

## Productos

### Película de 35 mm
- Adox Adrette , idéntico al Wirgin Edinex , producido durante el período en que Adox asumió el control de la fabricación de cámaras Wirgin.
- Adox 300
- Adox 500 , prototipos
- Adox Golf I (1964)
- Adox Golf IA
- Adox Golf IIA
- Adox Golf IIIA
- Polo Adox
- Adox Polomat
- Adox Polomatic

### Película 120/620

##### 6x4,5 plegable
- Tempo

##### Plegable 6x6
- Golf I, Golf II, Golf IV, Golf 63 (también se vende con la marca Schleussner )
- Mess-Golf I, Mess-Golf II, Mess-Golf IV
- Golf 63 S
- Golf 45 S

##### Plegable 6x9
- Adox Sport (6x9 + 6x4.5 o 6x9 + 6x6)
- Inicio de Adox
- Trumpf

##### Caja 6x6
- Adox 66
- Adox Blitz

## Galería

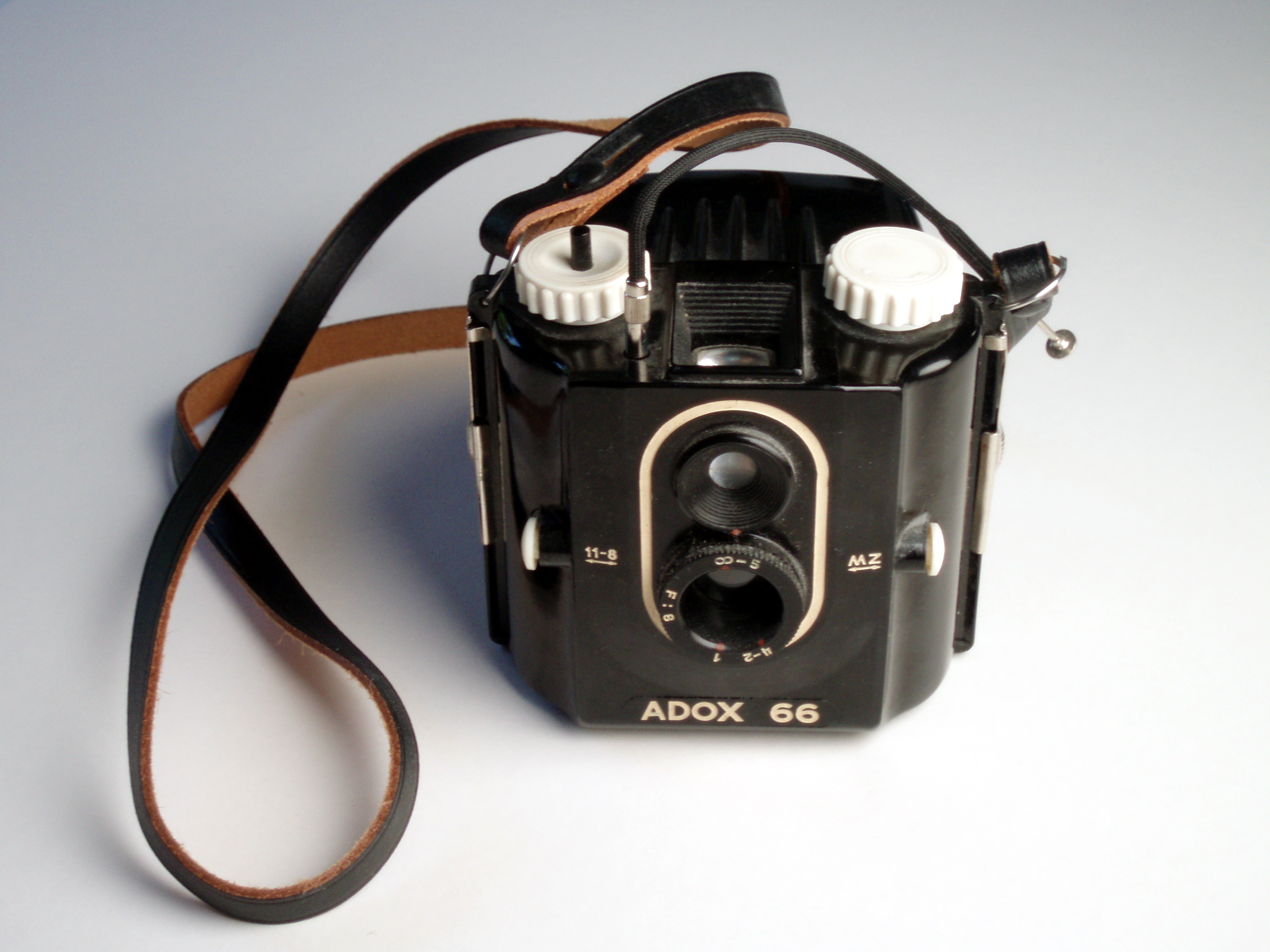
ADOX 66
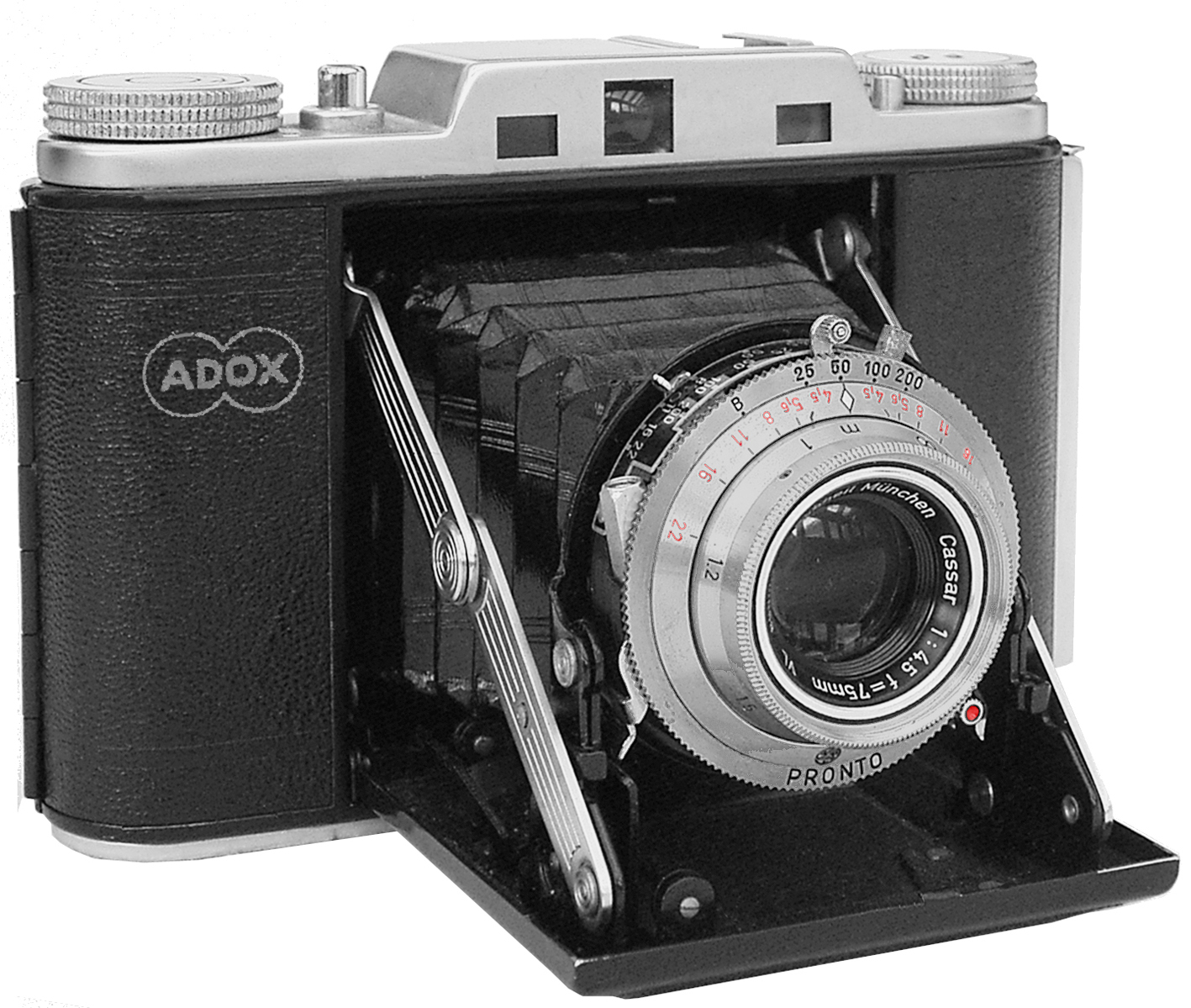
ADOX Golf
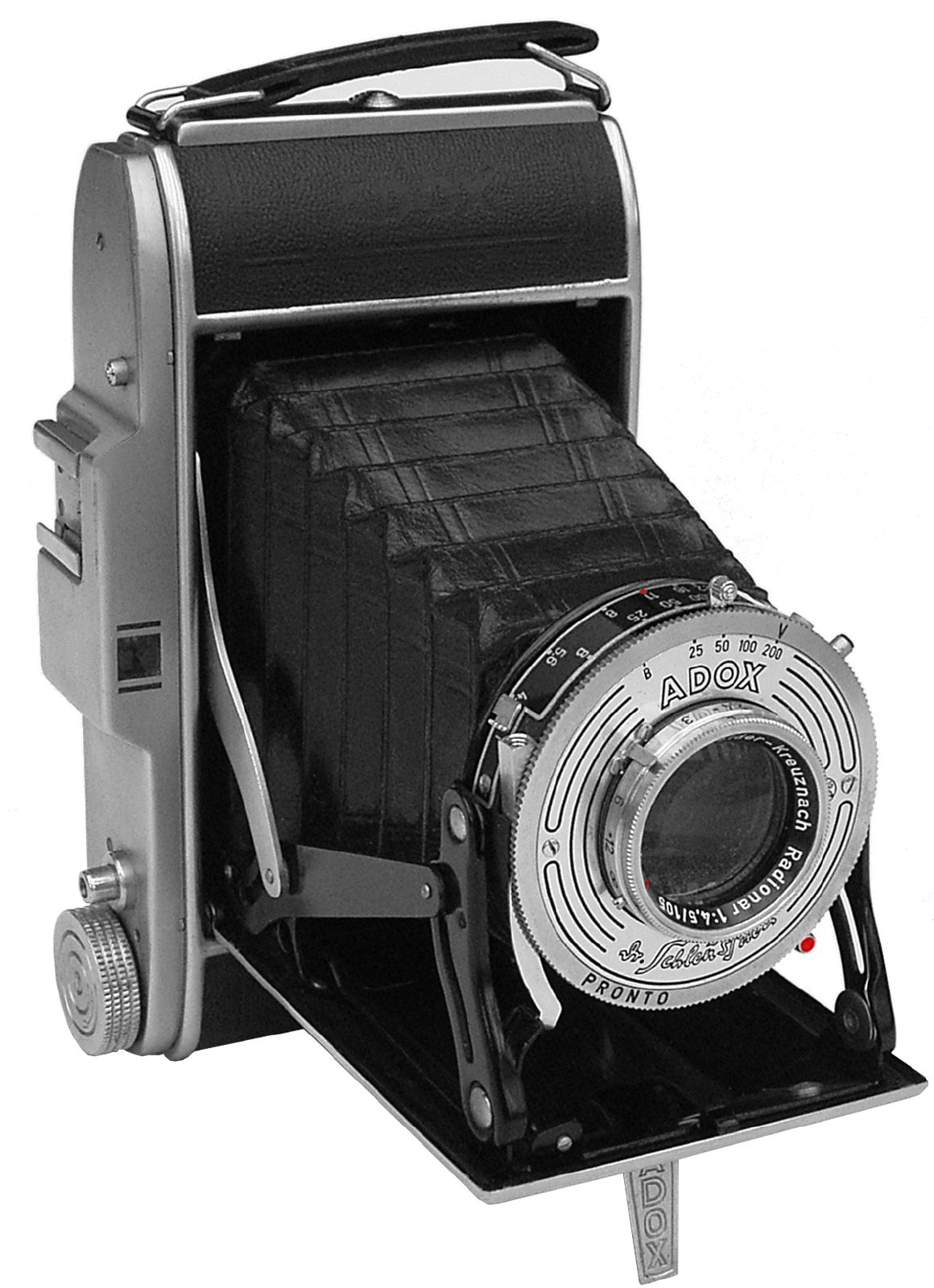
ADOX Sport
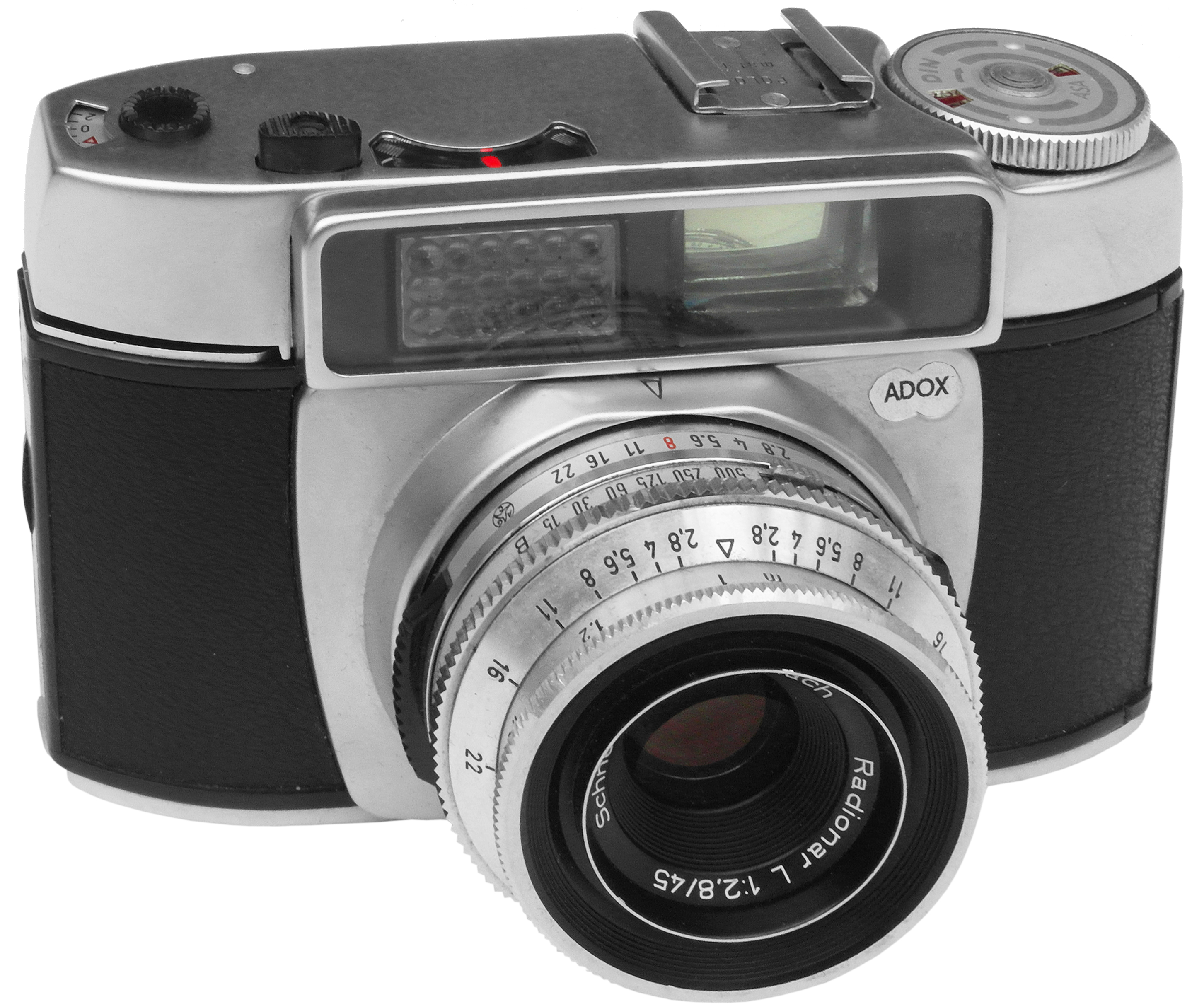
ADOX Polomat 1
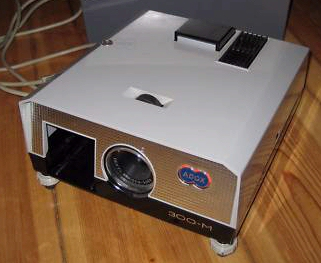
Proyector ADOX-300-M
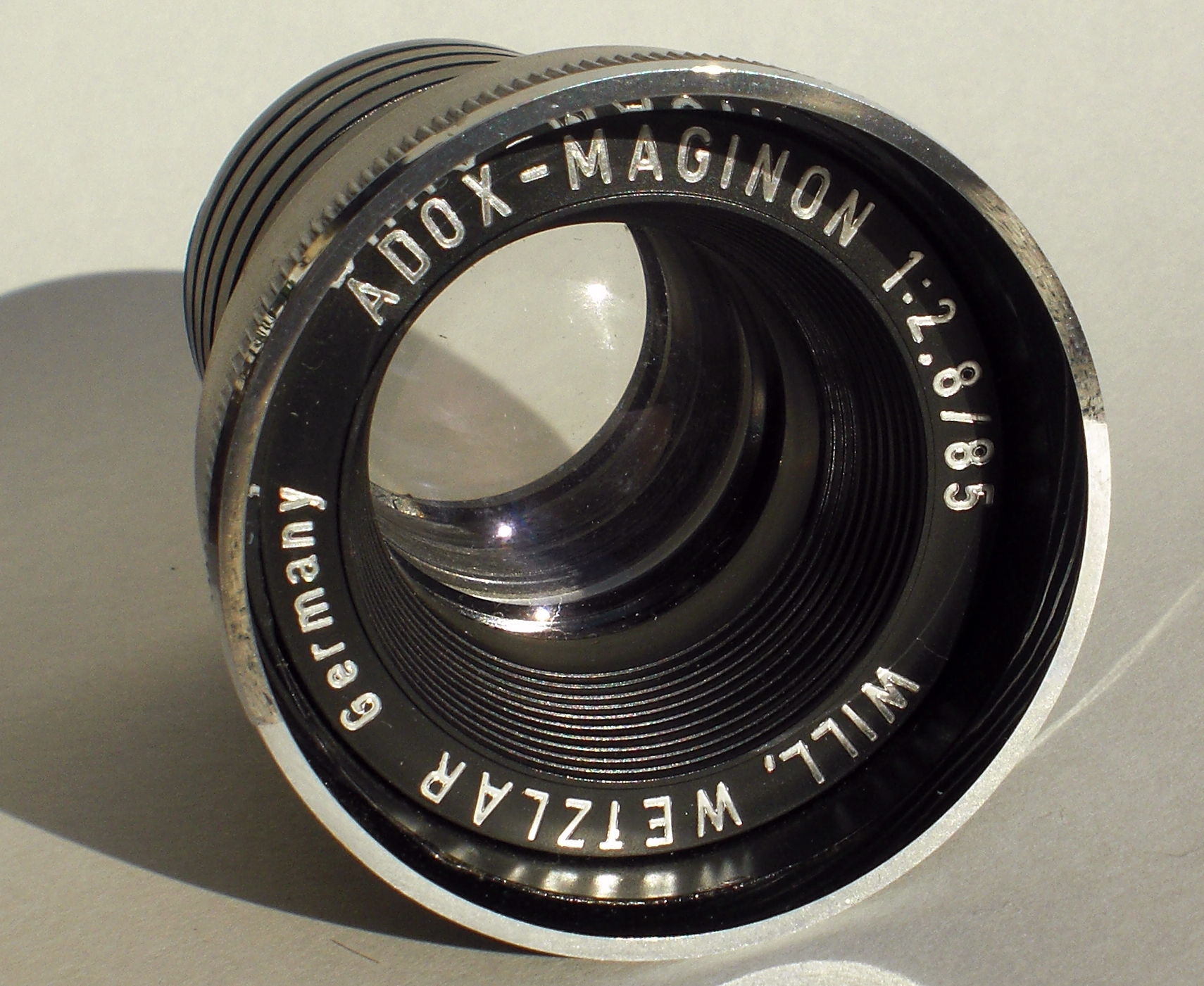
Lente ADOX-Maginon